# Série de championnat de la Ligue américaine de baseball 1987
La Série de championnat de la Ligue américaine de baseball 1987 était la série finale de la Ligue américaine de baseball, dont l'issue a déterminé le représentant de cette ligue à la Série mondiale 1987, la grande finale des Ligues majeures.
Cette série quatre de sept débute le mercredi 7 octobre 1987 et se termine le lundi 12 octobre par une victoire des Twins du Minnesota, quatre victoires à une sur les Tigers de Detroit. 

## Équipes en présence
Meilleure équipe du baseball majeur en saison régulière 1987, les Tigers de Detroit remportent le championnat de la division Est de la Ligue américaine avec un dossier de 98 victoires et 64 défaites, devançant par deux parties leurs plus proches poursuivants, les Blue Jays de Toronto. Après deux saisons gagnantes où ils n'ont pu faire mieux que le troisième rang de la section Est, les Tigers accèdent aux séries éliminatoires pour la première fois depuis leur triomphe en Série mondiale 1984.
Les Twins du Minnesota gagnent le titre de la division Ouest avec 85 gains contre 77 revers et deux parties de priorité sur l'équipe qui termine deuxième, les Royals de Kansas City. Les Twins jouent en Série de championnat pour la troisième fois et il s'agit pour eux d'un retour en finale de la Ligue américaine après leurs défaites dans cette ronde éliminatoire en 1969 et 1970 contre Baltimore.
Les deux équipes, Twins et Tigers, sont opposées l'une à l'autre pour la première fois en match d'après-saison.

## Déroulement de la série

### Calendrier des rencontres
| Match | Date       | Visiteur           | Hôte               | Score |
| ----- | ---------- | ------------------ | ------------------ | ----- |
| 1     | 7 octobre  | Tigers de Detroit  | Twins du Minnesota | 5 - 8 |
| 2     | 8 octobre  | Tigers de Detroit  | Twins du Minnesota | 3 - 6 |
| 3     | 10 octobre | Twins du Minnesota | Tigers de Detroit  | 6 - 7 |
| 4     | 11 octobre | Twins du Minnesota | Tigers de Detroit  | 5 - 3 |
| 5     | 12 octobre | Twins du Minnesota | Tigers de Detroit  | 9 - 5 |

### Match 1
Mercredi 7 octobre 1987 au Metrodome, Minneapolis, Minnesota.
| Tigers de Detroit | 0 | 0 | 1 | 0 | 0 | 1 | 1 | 2 | 0 | 5 | 10 | 0 |
| Twins du Minnesota | 0 | 1 | 0 | 0 | 3 | 0 | 0 | 4 | X | 8 | 10 | 0 |
| Lanceurs partants : DET : Doyle Alexander MIN : Frank Viola Vic. : Jeff Reardon (1-0) Déf. : Doyle Alexander (0-1) HRs : DET : Mike Heath (1), Kirk Gibson (1) MIN : Gary Gaetti (1, 2) |   |   |   |   |   |   |   |   |   |   |    |   |

### Match 2
Jeudi 8 octobre 1987 au Metrodome, Minneapolis, Minnesota.
| Tigers de Detroit | 0 | 2 | 0 | 0 | 0 | 0 | 0 | 1 | 0 | 3 | 7 | 1 |
| Twins du Minnesota | 0 | 3 | 0 | 2 | 1 | 0 | 0 | 0 | X | 6 | 6 | 0 |
| Lanceurs partants : DET : Jack Morris MIN : Bert Blyleven Vic. : Bert Blyleven (1-0) Déf. : Jack Morris (0-1) Sauv. : Juan Berenguer (1) HRs : DET : Chet Lemon (1), Lou Whitaker (1) MIN : Kent Hrbek (1) |   |   |   |   |   |   |   |   |   |   |   |   |

### Match 3
Samedi 10 octobre 1987 au Tiger Stadium, Detroit, Michigan.
| Twins du Minnesota | 0 | 0 | 0 | 2 | 0 | 2 | 2 | 0 | 0 | 6 | 8 | 1 |
| Tigers de Detroit | 0 | 0 | 5 | 0 | 0 | 0 | 0 | 2 | X | 7 | 7 | 0 |
| Lanceurs partants : MIN : Les Straker DET : Walt Terrell Vic. : Mike Henneman (1-0) Déf. : Jeff Reardon (1-1) HRs : MIN : Greg Gagne (1), Tom Brunansky (1) DET : Pat Sheridan (1) |   |   |   |   |   |   |   |   |   |   |   |   |

### Match 4
Dimanche 11 octobre 1987 au Tiger Stadium, Detroit, Michigan.
| Twins du Minnesota | 0 | 0 | 1 | 1 | 1 | 1 | 0 | 1 | 0 | 5 | 7 | 1 |
| Tigers de Detroit | 1 | 0 | 0 | 0 | 1 | 1 | 0 | 0 | 0 | 3 | 7 | 3 |
| Lanceurs partants : MIN : Frank Viola DET : Frank Tanana Vic. : Frank Viola (1-0) Déf. : Frank Tanana (0-1) Sauv. : Jeff Reardon (1) HRs : MIN : Greg Gagne (2), Kirby Puckett (1) |   |   |   |   |   |   |   |   |   |   |   |   |

### Match 5
Lundi 12 octobre 1987 au Tiger Stadium, Detroit, Michigan.
| Twins du Minnesota | 0 | 4 | 0 | 0 | 0 | 0 | 1 | 1 | 3 | 9 | 15 | 1 |
| Tigers de Detroit | 0 | 0 | 0 | 3 | 0 | 0 | 0 | 1 | 1 | 5 | 9  | 1 |
| Lanceurs partants : MIN : Bert Blyleven DET : Doyle Alexander Vic. : Bert Blyleven (2-0) Déf. : Doyle Alexander (0-2) Sauv. : Jeff Reardon (2) HRs : MIN : Tom Brunansky (2) DET : Chet Lemon (2), Matt Nokes (1) |   |   |   |   |   |   |   |   |   |   |    |   |

## Joueur par excellence
Le joueur de troisième but des Twins du Minnesota, Gary Gaetti, est nommé joueur par excellence de la Série de championnat 1987 de la Ligue américaine. À son premier match en carrière en séries éliminatoires, Gaetti claque deux coups de circuit en solo et marque trois points lors de la rencontre inaugurale de cette série. En cinq affrontements face aux Tigers, il réussit six coups sûrs en 20 présences officielles au bâton, pour une moyenne de ,300. Il termine la série avec cinq points produits et une moyenne de puissance de ,650.